# Daniss Jenkins
Daniss Jenkins (Dallas, 17 de agosto de 2001) é um jogador norte-americano de basquete profissional que atualmente joga no Detroit Pistons da National Basketball Association (NBA) e no Motor City Cruise da G-League.
Ele jogou basquete universitário pela Universidade do Pacifico, Odessa College, Universidade Iona e Universidade de São João.

## Carreira no ensino médio e na universidade
Jenkins estudou na Hillcrest High School em Dallas. Após a formatura, ele estudou na Universidade do Pacifico (2019–2021), Odessa College (2021–2022) e Iona (2022–2023) como aluno de graduação e na Universidade de São João (2023–2024) como aluno de pós-graduação. Durante seu primeiro ano no Pacifico, Jenkins foi nomeado para o time de calouros da West Coast Conference. Em seu último ano jogando pela St. John's, Jenkins teve médias de 14,9 pontos, 3,5 rebotes, 5,4 assistências, 1,7 triplos e 1,6 roubos de bola em 44,6% de arremessos de quadra e 85,1% na linha de lance livres. Jenkins também foi nomeado para a Segunda-Equipe da Big East e foi o único jogador da universidade nomeado para receber reconhecimento da conferência no final da temporada regular.

## Carreira profissional
Depois de não ser selecionado no draft da NBA de 2024, Jenkins assinou um contrato de duas vias com o Detroit Pistons e com seu afiliado na G-League, Motor City Cruise, em 6 de julho de 2024.

## Links externos
- Biografia do Pacific Tigers
- Biografia de Odessa Wranglers
- Biografia de Iona Gaels
- Biografia de St. John